# توفيق العشا
توفيق العشا (26 فبراير 1948 - 19 أكتوبر 2018)، ممثل سوري، وأحد النجوم الكبار في السينما والدراما السورية في فترتي السبعينيات والثمانينيات ومطلع التسعينيات، وهو عضو مؤسس لنقابة الفنانين. شارك بالعديد من الأعمال في السينما والتلفزيون والإذاعة بشكل خاص، واشتهر بدور دمية الطائر «ملسون» في برنامج الأطفال افتح يا سمسم.

## حياته
ولد توفيق العشا في 26 فبراير 1948 في بيروت، بدأ مسيرته الفنية عام 1961 حين شارك في المسلسل التلفزيوني "رابعة العدوية"، ظهر في العديد من الأفلام السينمائية إلى جانب مجموعة من نجوم الفن كدريد لحام ونهاد قلعي وعبد اللطيف فتحي ورفيق سبيعي. اشتهر بثقل صوته ما جعل المخرجين يختارونه للقيام بأدوار الشر.
شارك في الدبلجة الصوتية في بعض البرامج المقدمة للأطفال أشهرها برنامج "افتح يا سمسم"، وأدى بصوته شخصية الطائر "ملسون" الذي برع بتقديم مجموعة من الأغاني الهادفة للأطفال، بالإضافة إلى المسلسلين الرسوميين "الوميض الأزرق" و"حكايات عالمية"، كما قدّم أعمالاً كثيرة للإذاعة والدبلجة في الثمانينيات من القرن الماضي.
ظهر توفيق العشا في العشرات من الأعمال الدرامية، وفي معظم أجزاء مسلسل "مرايا" إلى جانب الممثل السوري ياسر العظمة، ومسلسل "يوميات مدير عام"، مع الممثل السوري أيمن زيدان. من أشهر الأعمال التي شارك فيها خلال مشواره الفني: "حارة نسيها الزمن" و"يوميات مدير عام"، و"تغريبة بني هلال" و"وضاح اليمن" و"حمام القيشاني" و"الطير" و"مزاد علني". وشارك في بعض الأعمال السينيمائية كفيلم "الانتفاضة" و"أبو عنتر بوند" و"غابة من الاسمنت". وكان مسلسل بهلول أعقل المجانين آخر الأعمال التي شارك بها.

## وفاته
توفـي في 19 أكتوبر 2018 بعد صراع مع المرض في مستشفى الأسد الجامعي في دمشق عن عمر يناهز 70 عاما.

## أعماله

### من أعمال السينما
- الانتفاضة.
- عملية شناو.
- الأحمر والأسود والأبيض.
- فتيات حائرات.
- أبو عنتر بوند.
- أيام في لندن.
- غابة من الاسمنت.

### من أعمال التلفزيون
- حارة نسيها الزمن.
- دولاب.
- الطير
- ماريانا.
- جدار الزمان.
- يوميات مدير عام 1.
- أولاد بلدي.
- أخماس بأسداس.
- أبجد هوز.
- مواكب النصر.
- تغريبة بني هلال.
- الأميرة الشماء.
- الأميرة الخضراء.
- الزيناتي خليفة.
- الحب والشتاء.
- وضاح اليمن.
- رمضان كريم.
- أحمد باشا الجزار.
- مرايا - عدة مواسم.
- افتح يا سمسم.

## روابط خارجية
- توفيق العشا على موقع قاعدة بيانات الأفلام العربية
- توفيق العشا على موقع ديسكوغز (الإنجليزية)